# セイコーエプソン
セイコーエプソン株式会社（英語: Seiko Epson Corporation）は、長野県諏訪市に本社を置く情報関連機器、精密機器を手掛ける電機メーカーである（登記上の本店は東京都新宿区にある）。略称・ブランドは「エプソン（EPSON）」。
インクジェットプリンターを始めとするプリンターや、プロジェクター、パソコン、スキャナーといった情報関連機器、水晶振動子（クォーツ）、半導体などの電子デバイス部品の製造、さらに産業用ロボットや小型射出成形機、分光ビジョンシステムなどの産業用機器の製造を行っている。また子会社ではないものの、セイコーグループ株式会社、セイコーインスツル株式会社とともに「セイコーグループ中核3社」の1つとされ、SEIKOブランドの各腕時計の開発・生産も行っている。また、現在では、オリエント時計の事業を統合し、オリエントスターやオリエントブランドの腕時計の開発・生産・販売もエプソンで行っている。
2003年（平成15年）6月24日、東京証券取引所市場第一部へ株式を上場した。証券コードは6724。日経平均株価およびJPX日経インデックス400の構成銘柄の一つ。

## 概要
1942年、服部時計店（現在のセイコーグループ）の元従業員で諏訪市で時計の小売・修理業を営んでいた山崎久夫により、有限会社大和工業（だいわこうぎょう）として創業。服部家・第二精工舎からの出資を受け、第二精工舎（現在のセイコーインスツル）の協力会社として腕時計の部品製造や組み立てを行っていた。
1943年に第二精工舎が工場を諏訪市に疎開、諏訪工場を開設する。終戦後も第二精工舎の疎開工場は諏訪の地にとどまり、大和工業との協力関係を強めていった。1959年に大和工業が第二精工舎の諏訪工場を営業譲受し、株式会社諏訪精工舎となった。
諏訪精工舎は、諏訪市とその周辺地域で腕時計の一貫生産体制を確立する。諏訪精工舎を含め、戦中・戦後に諏訪圏（岡谷市、諏訪市、茅野市、下諏訪町、富士見町、原村）・塩尻市・松本市・伊那市には精密機器製造業（時計、カメラなどの部品製造・組立）が集積、同地域は「東洋のスイス」と称されるまでになる。1961年に子会社として信州精器株式会社（後のエプソン株式会社）を設立。
1985年に諏訪精工舎と子会社のエプソン株式会社が合併して、現在のセイコーエプソン株式会社に商号を変更した。
セイコーグループ各社との協業により、独自設計の機械式腕時計（マーベル）・自動巻き機械式腕時計、卓上小型水晶時計、世界初のクォーツ腕時計（アストロン、初代）、自動巻き発電クォーツ腕時計（オートクオーツ）、スプリングドライブ、世界初のGPSソーラー腕時計（アストロン、2代目）等を開発、時計の高精度化・低価格化を進めた。時計の製造・開発から派生するかたちでプリンターや水晶振動子（クォーツ）、半導体、MEMSデバイス、液晶ディスプレイ、高密度実装技術・産業用ロボットなどの開発を行い、それらが現在の当社の主要事業に結実・発展している。現在の主力事業・主力製品はインクジェットプリンターや液晶プロジェクターなどの情報関連機器である。創業事業である時計事業もセイコーブランド向けの製品の開発・生産を続けている。
国内拠点の多くが長野県内に点在し、その他に山形県酒田市、秋田県湯沢市、北海道千歳市にも製造拠点がある。
子会社にエプソン販売（国内市場向けエプソンブランド商品販売全般）や宮崎エプソン（水晶デバイス事業）、東北エプソン（半導体、プリンター部品の製造）、エプソンアトミックス（金属粉末、金属射出成形部品、人工水晶原石の製造）、孫会社にエプソンダイレクト（PC周辺機器のユーザ、法人向け直販）などがある。

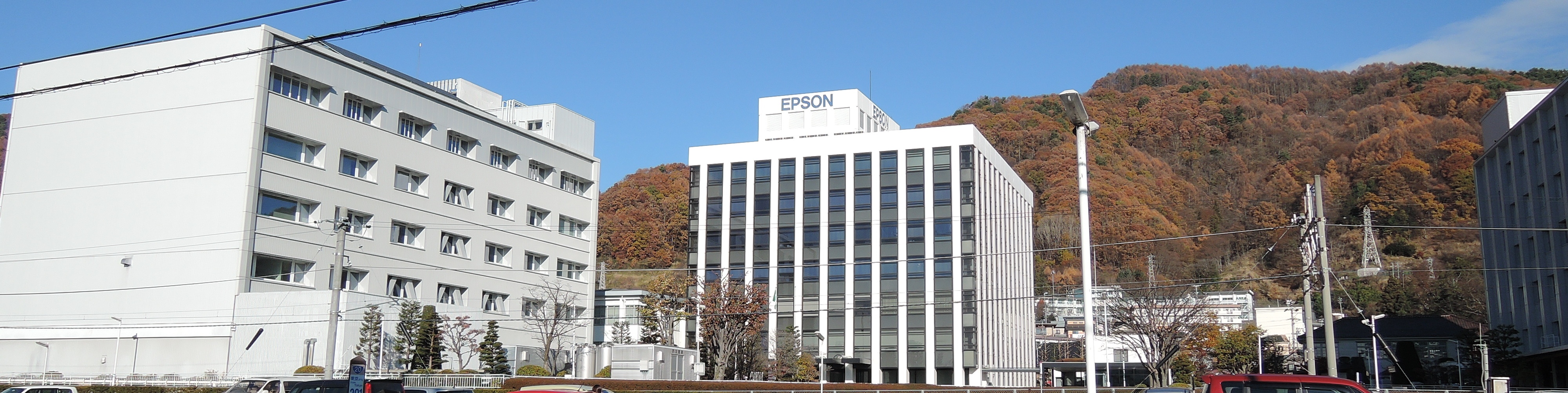

## セイコーグループとの関係
前述のように、創業者の山崎久夫が服部時計店（現セイコーグループ）の元従業員であったことや、創業当初に服部家や第二精工舎（現セイコーインスツル）からの出資を受けていたこと、また第二精工舎の協力会社として腕時計の部品製造や組み立てを行っていたこと、前身の諏訪精工舎は大和工業が第二精工舎の諏訪工場を営業譲受して生まれたことなど、古くから強い関係があった。
セイコーエプソンと、セイコーグループ、セイコーインスツルをあわせて「セイコーグループ中核3社」と呼ばれることも多い。
しかし資本上は、セイコーグループやセイコーの創業家である服部家（服部金太郎の次男・正次の家系の個人および一族の資産管理会社）が大株主であるものの支配はしておらず、子会社や関連会社のような上下関係ではない。

## 沿革

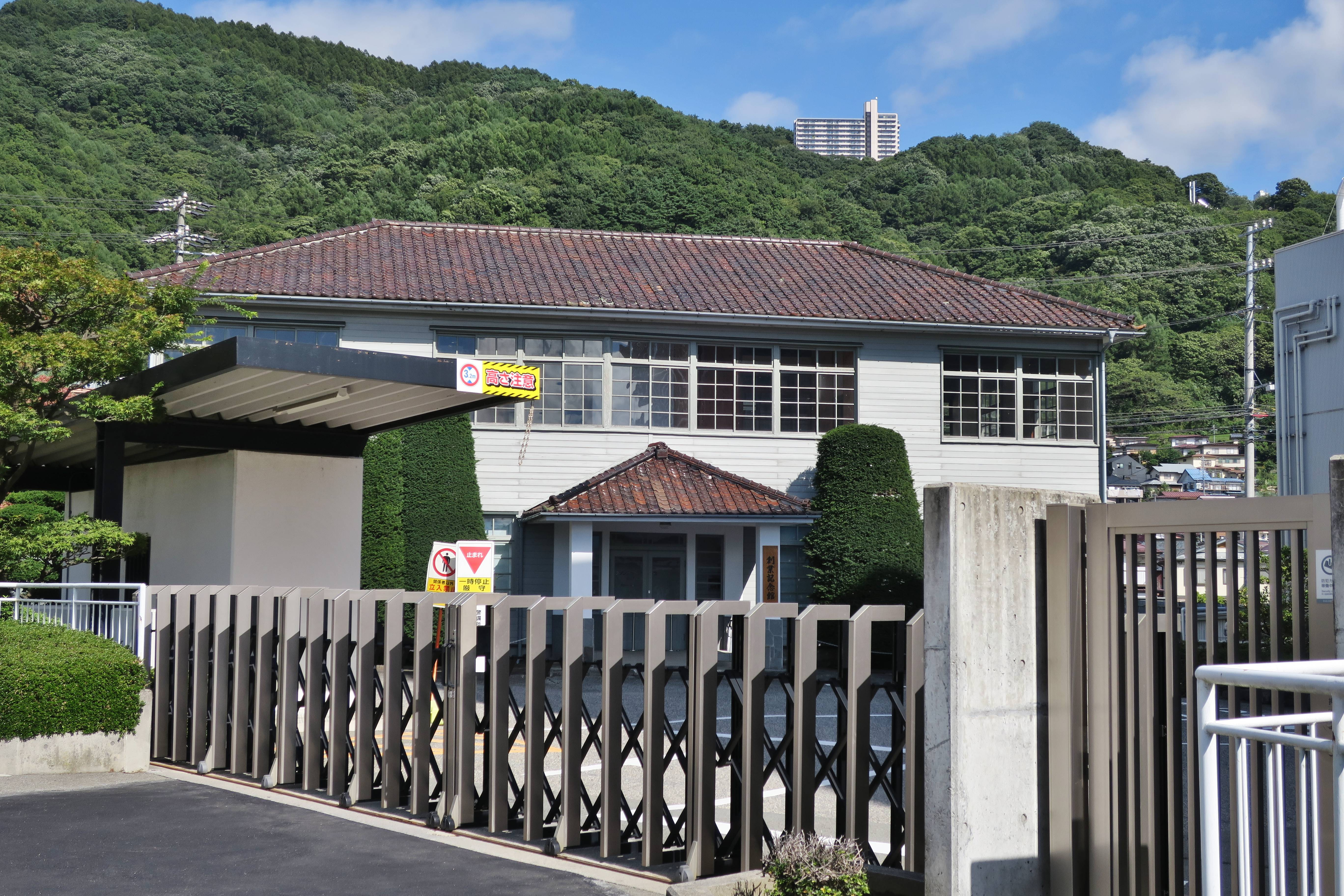
エプソンミュージアム諏訪 創業記念館（旧・有限会社大和工業事務棟、1945年竣工）

- 1942年（昭和17年）5月 - 諏訪市の時計商・山崎久夫により有限会社大和工業（だいわこうぎょう）として設立[8][9]。株式会社第二精工舎（現在のセイコーインスツル株式会社）の出資（資本金3万円）により、同社の関連会社・工場として操業開始[10]。セイコー腕時計の部品製造、組み立て工場としての出発。
- 1943年（昭和18年） - 戦時中の工場疎開により第二精工舎が諏訪市に工場を開設する。
- 1954年（昭和29年）- 東京が1964年（昭和39年）オリンピック開催地に決定。セイコーグループは公式計時の担当と、それに向けた新しい計時装置の開発の準備に着手。諏訪精工舎はクリスタルクロノメーターの開発を担当する。
- 1956年（昭和31年）- 6月、諏訪工場により開発・製造された新型の紳士用腕時計「マーベル」を発売。ムーブメントを在来型腕時計より大型化し、内部設計の合理化も図って性能・品質・生産性を大幅向上、セイコー腕時計の主力製品となる。1970年代までのセイコー製機械式腕時計の多くは、「マーベル」の基本機構を改良・拡大させるかたちで開発された。
  - 以降1960年代後期まで、諏訪工場→諏訪精工舎と、本家筋にあたる東京の第二精工舎亀戸工場が、系列内競合で別々に時計開発を推進する「諏訪」「亀戸」並立状態が続いた。
- 1959年（昭和34年）
  - 5月 - 第二精工舎・諏訪工場が第二精工舎より独立。大和工業を母体として合体し、商号を有限会社諏訪精工舎に変更。
  - 9月 - 株式会社諏訪精工舎に組織変更。
  - 「59Aプロジェクト」を発足させ、次世代の高精度電池式腕時計の開発をスタート。テンプ式、音叉式、水晶式といった電池式腕時計の構造を研究し、後の水晶時計の開発に繋がる。
- 1961年（昭和36年）12月 - 子会社として信州精器株式会社を設立する。
- 1964年（昭和39年）
  - 東京オリンピックの公式時計をセイコーグループの一社として担当。このとき、腕時計のメカニズムに関する技術を応用して、子会社の信州精器にて精工舎とともにプリンティングタイマーを開発する。
  - スポーツ競技計時用の卓上小型水晶時計「セイコー クリスタルクロノメーター QC-951」を発表。単一乾電池2本で1年間作動する、かつてない低消費電力を実現したこの水晶時計は、東京オリンピックをはじめ、世界各地の競技大会の公式計時装置で使用され、続く同シリーズ商品も競技用標準時計、交通機関の標準時計・タイマーとして活躍した。
- 1968年（昭和43年）9月 - 世界初の電子機器用の小型電子プリンター「EP-101」を発表。その後、累計141万台の販売を記録する大ヒットとなる。
- 1969年（昭和44年）に世界初のクォーツ腕時計（アストロン35SQ[11]）を開発。その後の腕時計の高精度化、低価格化をすすめる契機になった。
- 1971年（昭和46年）4月 - 相補型金属酸化膜半導体（Complementary Metal-Oxide Semiconductor）集積回路、略して「CMOS IC」の自社開発に成功。
- 1973年（昭和48年）
  - CMOS ICの量産工場を完成。半導体回路の開発・量産体制を構築し、セイコーグループにウオッチ用ICを供給を開始する。
  - 10月 - 時刻表示に世界初の6桁液晶ディスプレイを採用した全電子ウオッチ「セイコークオーツLC V.F.A.06LC」を発売。クオーツウオッチのために独自に開発された「FE（電界効果型）シングルクリスタル液晶」を使用し、時・分・秒を常時表示できる画期的なデジタルウオッチとして、広く内外から注目を集める。
- 1975年（昭和50年）
  - 4月 - 初の海外販売拠点Epson America, Inc.設立。（コンピュータ及び周辺機器、各種電子デバイスの販売、サービスを行う）。
  - 6月 - 「EPSON」のブランドを制定。先に大ヒットした電子プリンター（Electronic Printer、EP-101）から発展した製品群、即ち子供（son）達が成長するようにとの願いを込めた名称であった[12]。
- 1978年（昭和53年）
  - 7月 - 世界初のメロディIC　SVM7910を開発[13]。同月に発売された「セイコークオーツアラーム電子メロディア」に搭載され、空前のヒット商品となった。その後、SVM79シリーズの新製品としてSVM7960を開発。その後もSVMシリーズの製品が開発されていった。
- 1982年（昭和57年）
  - ポータブルタイプのコンピュータHC-20を発表。HC-20のヒットにより、その後HC-40、HC-88などの後継機種も発売された（海外ではHXのシリーズ名、日本でのHC-20は海外でHX-20）。
  - 7月23日、信州精器株式会社の商号をエプソン株式会社に変更する[14]。
- 1983年（昭和58年）
  - 5月 - 国内の販売会社としてエプソン販売株式会社設立。
  - デスクトップタイプのコンピュータとしてCP/Mを利用できるQC-10が発売される(本体価格398,000円、グリーンモニタ54,000円、キーボード43,000円[15])。その後8088を搭載して16ビットに強化されMS-DOSが動作するQC-11が発売された（海外ではHXシリーズ）。HC-88およびQC-10は、日本語入力の方法として豊橋技術科学大学で開発されたTUT-Code方式をタッチ16という名前で採用していた。
- 1984年（昭和59年）- ピエゾ素子を用いてインクを押し出す（マイクロピエゾ方式）[16]のインクジェットプリンター「IP-130K」を発売。しかし、当時はインクジェットプリンターは高価でかつ大型であったため、熱転写カラーやドットインパクト方式のプリンターが主役であった。
- 1985年（昭和60年）
  - 米国にてIBM PC互換機Equityシリーズを発売。このEquityシリーズの成功で製造技術、および互換機路線の営業戦略に自信を深め、PC-9800シリーズ互換機の開発に繋がる。
  - 1月 - 庄内電子工業株式会社（現・東北エプソン株式会社）設立。
  - 11月 - 株式会社諏訪精工舎がエプソン株式会社を合併し、商号をセイコーエプソン株式会社に変更。
- 1986年（昭和61年） - 関連会社のサンリツ工業株式会社を営業譲渡により吸収。
- 1987年（昭和62年）NEC PC-9800互換のパーソナルコンピュータのEPSON PCシリーズの発売を開始。
- 1989年（平成元年）4月 - 学校法人エスイー学園エプソン情報科学専門学校を開学。
- 1990年（平成2年）9月 - 関連会社の塩尻工業株式会社（腕時計製造）、島内精器株式会社（腕時計製造）、松島工業株式会社（水晶デバイス製造）を吸収合併する。
- 1990年（平成2年）1月 - オランダ、アムステルダムにEpson Europe B.V. 設立（ヨーロッパ地域本社）。
- 1992年（平成4年）10月 - 国内全事業所および関連会社の生産工程においてフロン全廃を達成。米国環境保護庁より「1992年成層圏オゾン層保護賞（企業賞）」を受賞。
- 1994年（平成6年）4月 - 国内全事業所においてISO9000シリーズ規格認証取得を完了。
- 1993年（平成5年）
  - 子会社のエプソンダイレクトを設立し、PCの直販事業を開始する。その後、購入者が注文時に仕様を選択できるBTO（Build-To-Order）による生産体制を確立した。
  - インクジェットプリンター、「マッハジェット」（MJ）シリーズの発売を開始。
- 1994年（平成6年）6月 - カラー印刷画質を飛躍的に向上させた「MJ-700V2C」を発売。30万台以上を出荷するベストセラー機となり、当時、国内のインクジェットプリンター市場でトップ・シェアを持っていたキヤノンの製品（「バブルジェット(BJ)シリーズ」）に追随し始める。
- 1995年（平成7年）
  - 5月 初代マッハジェットカラープリンタ「カラリオ」発表　内田有紀をキャラクターに起用し話題となる。
  - PC-9800シリーズの市場縮小により、PC-9800シリーズ互換コンピュータの生産から撤退。しかし、PC/AT互換機の供給は継続した。
- 1996年（平成8年）- 写真画質を前面に押し出した「フォト・マッハジェット(PM)」シリーズ「PM-700C」を発売[17][18]。国内インクジェットプリンター・トップシェアの座を得る。以後、「写真画質＝エプソン」の地位を確立する。
- 1998年（平成10年）
  - 岡谷プレシジョン株式会社を吸収合併。
  - 2月 - 長野オリンピックでセイコーグループが公式計時を担当。
  - 4月 - 中国の統括会社Epson (China) Co., Ltd.を北京に設立。
- 2000年（平成12年）7月 - 日本TIの鳩ヶ谷工場を買収し、液晶ドライバICの製造会社エプソン鳩ヶ谷を設立する。
- 2001年（平成13年）
  - オリエント時計株式会社を子会社化する。
  - 5月 - 全世界の主要68拠点で環境管理システムの国際規格ISO14001の認証取得完了。
- 2002年（平成14年）6月 - 米国電気電子技術者協会（IEEE）より電子産業の発展に寄与した企業へ贈られる革新企業賞を受賞。
- 2003年（平成15年）6月 - 株式を東京証券取引所第一部に上場する。
- 2004年（平成16年）10月 - 三洋電機株式会社と液晶ディスプレイ事業を統合し、三洋エプソンイメージングデバイス株式会社を設立。株式の55%を保有し、連結子会社とする。
- 2005年（平成17年）10月 - 水晶デバイス事業を会社分割して、東洋通信機株式会社と統合。東洋通信機株式会社がエプソントヨコム株式会社と商号変更し、セイコーエプソンが株式の68.25%を保有する特定子会社となる。
- 2006年（平成18年）
  - 6月 - ロジック半導体製造の野洲セミコンダクター株式会社（IBMとの合弁）のIBM持分を取得して完全子会社化する。
  - 11月 - ソフトウェア開発会社のエー・アイ・ソフト株式会社をエプソン販売株式会社に合併吸収。
  - 12月 - 三洋エプソンイメージングデバイス株式会社の三洋電機持分を取得して完全子会社化し、エプソンイメージングデバイス株式会社と改称する。
- 2007年（平成19年）3月 - 野洲セミコンダクターの半導体事業用資産をオムロン株式会社に売却し、同社を解散する。
- 2009年（平成21年）
  - 3月 - オリエント時計株式会社を機能子会社化。秋田オリエント精密株式会社を直接子会社とし、秋田エプソン株式会社と改称する。
  - 6月 - エプソントヨコム株式会社を機能子会社化。
- 2010年（平成22年）4月 - 中小型液晶ディスプレイ事業（高温ポリシリコンを除く）の終結に向け、エプソンイメージングデバイス株式会社の資産の一部をソニー株式会社およびソニーモバイルディスプレイ株式会社（2012年にジャパンディスプレイに統合）に譲渡（営業については事前に譲渡）。
- 2011年（平成23年）4月 - 中小型液晶ディスプレイ事業（高温ポリシリコンを除く）から撤退。
- 2012年（平成24年）4月 - エプソントヨコム（現・宮崎エプソン）の水晶デバイス事業（宮崎事業所を除く）を当社本体に移管。
- 2013年 （平成25年） - 光学事業をHOYAに譲渡。
- 2016年（平成28年）2月 -  本店を新宿NSビルからJR新宿ミライナタワーに移転[19]。

2016年11月30日に、エプソン販売株式会社からAR対応のスマートグラス、EPSON MOVERIO「BT-300」を発売。独自開発の有機ELディスプレイを採用し、軽量化、高輝度、高画質化まで実現している。
- 2017年（平成29年）
  - 4月1日 - 機能子会社のオリエント時計を統合。これに伴い、オリエントは名実共にセイコーエプソンのブランドとなり、法人としてのオリエント時計は事実上休眠状態となる。
  - 7月10日 - 同年8月1日より東芝に代わり日経平均株価構成銘柄に加えられることが発表された[20]。
- 2018年（平成30年）6月 - 新興セルビック(現 エプソンテックフオルム)を100%子会社化する[21]。
- 2020年（令和2年）4月 - ベンチャー投資事業ファンド「エプソンクロスインベストメント」を設立する[22]。
- 2022年（令和4年）5月18日 - 創業80周年を記念して「エプソンミュージアム諏訪」を本社事業所内に開設（「創業記念館」と「ものづくり歴史館」で構成）[23]。

## 主要製品

### プリンター
- ホーム向けインクジェットプリンター -日本国内では カラリオシリーズ で製品を展開。
- ビジネスインクジェットプリンター
- インクジェット複合機
- レーザープリンター（ページプリンター）- 海外向けではAcuLaser（アキュレーザー）やWorkForce（ワークフォース）と呼ばれている。かつてはエスパーシリーズ、Interシリーズで展開されていた。現在は一部機種でOffirio（オフィリオ）ブランドのロゴが残っているものの、最近はOffirioロゴを付けていない機種が出ている。レーザープリンターは富士フイルムビジネスイノベーションや京セラドキュメントソリューションズからのOEM。ドライバは製造元が開発されたものをベースにエプソン独自で手を加えたものを使用している
- 大判プリンター　- かつてはMAXART（マックスアート）シリーズで展開されていたが、現在はSureColor（シュアカラー）ブランドに変わった。
- デジタル捺染プリンター
- インパクトプリンター
- レシートプリンター - サーマル方式の小型プリンターTMシリーズを展開。
- ラベルプリンター[24][25]
- プロフェッショナルフォトプリンティングシステム - CRYSTARIOシリーズ やSureLabシリーズなど写真店向けの製品。
- プリンター消耗品 - インクカートリッジ、トナーカートリッジ、インクジェットプリンター用紙（写真用紙、光沢紙、マット紙など）、リボンカートリッジなどのOAサプライ

### スキャナー
- フラットベッドスキャナー
- シートフィードスキャナー

### 液晶プロジェクター
時計が主要な事業であった頃から液晶デバイスの開発を行っていたが、プロジェクターの研究・開発はポケットTV用に開発したポリシリコンTFT液晶パネルの応用から始まった。1989年に世界初の液晶プロジェクター「VPJ-700」を発表。1994年、PCを利用したプレゼンテーション用途に着目したデータプロジェクター「ELP-3000」を発売し、大きな評価を得た。以降、液晶パネルを使用した3LCD方式のプロジェクターを製品展開している。
- ホーム向けプロジェクター - dreamio ブランドで製品展開。
- ビジネス向けプロジェクター - かつてはOffirioブランドで製品を展開していた。
- HMD - シースルーモバイルビューアー MOVERIOを発表。

### パーソナルコンピュータ
- エプソンダイレクトによるEndeavorブランドのPCを展開。以前はEPSON PCシリーズを製造。

### 電子デバイス
- 半導体、水晶振動子[27][28]、液晶パネル、マイクロデバイス、センサー[29]、スマートグラス[30]など

### ウオッチ
- 腕時計・腕時計部品
  - 塩尻事業所（ウオッチ事業部）では、セイコーグループ（旧服部時計店）の事業子会社であるセイコーウオッチ株式会社とセイコーネクステージ株式会社向けに、腕時計の開発・設計・製造を行っている。製造は塩尻事業所に加えて深圳、香港、シンガポールの子会社でも行なっている。
  - 機能子会社化（後に統合・法人解散）したオリエント時計（現・秋田エプソン）では、オリエントブランドの機械式腕時計の製造も行っている。
  - 自社ブランドでも、TRUME（2代目アストロンの第2世代【キャリバー8X】モデルをベースに自社のセンシング技術を用いた腕時計）を発売していた。2019年頃までは、WristableGPS（GPS搭載のスポーツ用ウォッチ）や、電子ペーパーを用い、ベルト部分まで含めて各種キャラクターなどをあしらった腕時計SmartCanvasを発売していた。

### 産業用製品
- 水平・垂直多関節型ロボット、精密組立ロボットなど産業用ロボット[31]、ならびにその画像処理オプション、力覚センサーオプション、パーツフィーディングオプションなど
- 小型射出成形機
- 分光ビジョンシステム
- デジタルラベル印刷機 - SurePress
- 捺染プリンター - インクジェット方式のデジタル捺染印刷機を開発し、富士見事業所(長野県諏訪郡富士見町)内にテキスタイルのソリューションセンターを構えている。
- ICテストハンドラ(2021年１月兼松へ事業譲渡）

## その他の製品

### デジタルカメラおよび関連機器
- デジタルカメラ - 2004年、世界初レンジファインダー式デジタルカメラのR-D1 を発売。2009年に後継機種のR-D1xGが発売。2014年3月に販売終了となり、それ以降、同シリーズは終息となった。
- フォトビューワー - かつてProselectionで製品展開していた。

### 音楽CD
- 1993年より文化支援活動の一環として「EPSON CLASSIC CD Collection」の販売を行っていた。2016年6月末日で販売終了となった。

## 広報・宣伝活動

### CM・広告
家庭向けのインクジェットプリンターのカラリオシリーズの普及期に、人気タレントをCMに使って大胆に宣伝を行い、製品のヒットやブランドの認知に一役を買っていた。1997年頃迄はライバルのキヤノンのBJシリーズにはペンギンなど色彩鮮やかな動物や鳥類・風景の写真が主に使われていたのに対して、対照的な広告であった。

#### 歴代イメージタレント
現在
過去
- 堺正章 - エプソン最初のテレビコマーシャルに起用
- リンドバーグ - EPSON PCシリーズのパソコンPC-286Cの広告に起用
- 柳葉敏郎
- 鈴木蘭々 - カラリオ（Colorio）ブランドの使用が始まる
- 内田有紀 - カラリオシリーズ
- SPEED
- 優香 - ドキレイダー
- 松浦亜弥
- モーニング娘。 - 松浦亜弥と共に「カラリオ大使」として出演。
- 柴咲コウ - 顔料系インクの機種で、「普通紙くっきりカラリオ」と歌っていた。
- 飯島直子 - Offirioシリーズ
- 田村正和
- 西村雅彦
- 釈由美子 - Offirioシリーズ、2005年（平成17年）10月より起用。
- 未唯、高橋克実、藤村俊二、松岡修造、中尾彬、堀ちえみ
- 中嶋悟
- 長澤まさみ - カラリオシリーズ
- 竹内結子 - カラリオシリーズ
- 緒形拳 - 生前最後のCM出演となった。
- 役所広司
- 黒木メイサ
- 鈴木京香
- 米倉涼子 - ビジネスプリンター・複合機、MOVERIO
- 小林克也 - ナレーションも兼務
- 忽那汐里
- 渡辺麻友（元AKB48）
- 村上龍
- 吉田羊[32]

### スポンサーシップ

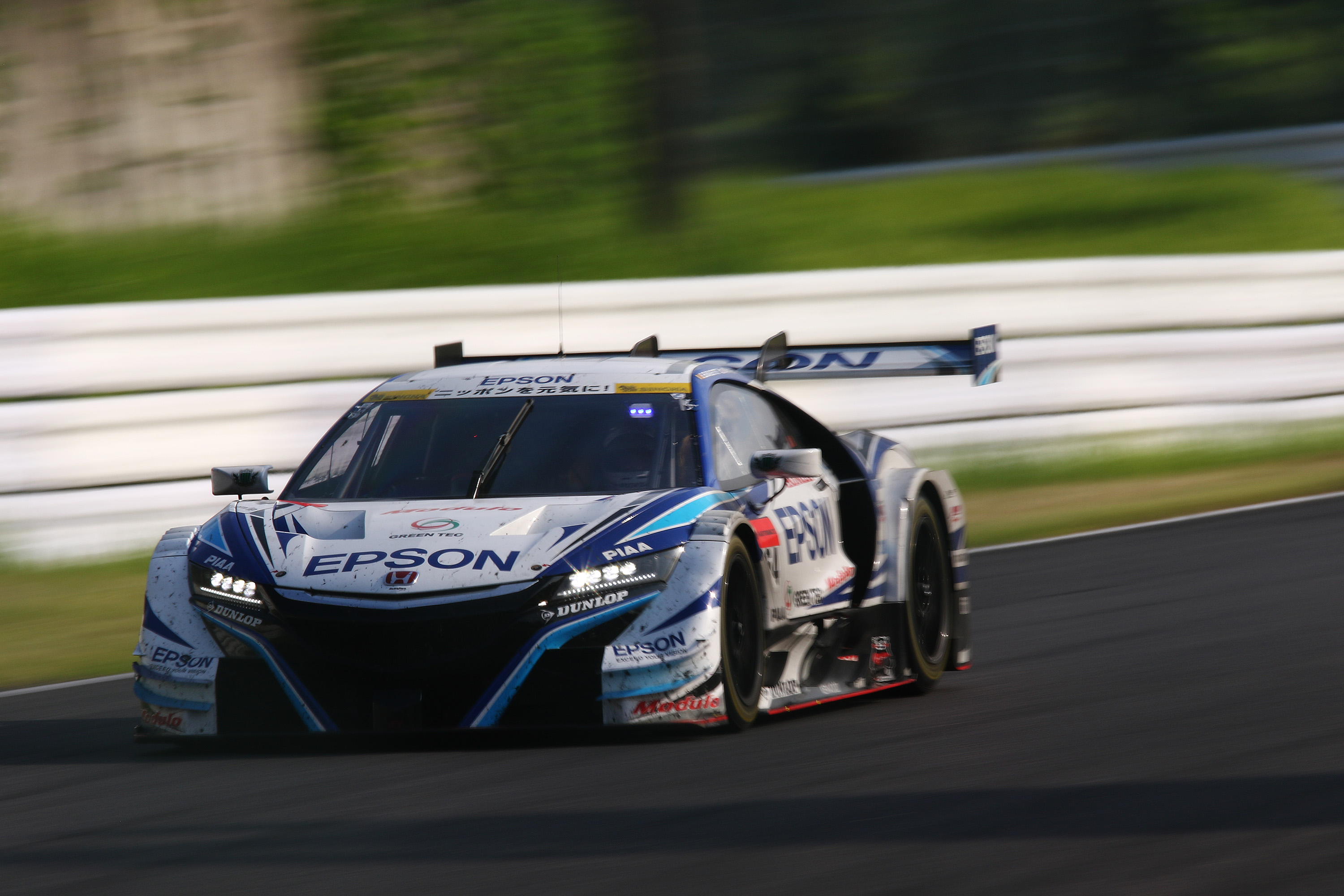
エプソンがスポンサーを務めるレーシングカー

自社のブランドを広く認知させるため、各種イベントやアスリート等へのスポンサードを行っている。
- マンチェスター・ユナイテッド - 2012年より
- エプソン アクアパーク品川 - 旧「エプソン 品川アクアスタジアム」、2005年にネーミングライツを取得し、2016年3月31日に契約期間を満了。
- ナカジマレーシング - 元レーシングドライバー・中嶋悟のレーシングチーム（中嶋との関係は後述）
- メルセデスAMG F1ペトロナスF1チーム - 2015年より
- 横峯さくら-所属契約プロゴルファー
- 吉田優利-所属契約プロゴルファー[33]
- 松本山雅FC
- アジアサッカー連盟
- 館長庵野秀明 特撮博物館
- YOSAKOIソーラン祭り

### 中嶋悟
元レーシングドライバーの中嶋悟は、長年のパートナーとして広く認識されている。
販売拡大とブランドイメージ向上を図るための新たな広報活動として、1983年（昭和58年）より全日本F2に参戦するハラダレーシングのスポンサーとなり、モータースポーツへ初参戦を果たした。この時、同チームに加入したのが中嶋だった。速くてマシンを壊さないドライビングスタイルの中嶋が商品とオーバーラップさせられる選手であるとして、翌年より中嶋（及び中嶋企画）への支援が開始された（ハラダレーシングはこのシーズンで撤退）。
1984年（昭和59年）には、ネスカフェゴールドブレンドのTVCMでキャラクターに起用されたレーシングカーデザイナーの由良拓也と中嶋が共演。全国放映されたCM中で由良がデザインする中嶋のマシンが"EPSON"のロゴと共に何度も大写しされたことにより、自社が全く関与しない形でTV中継を含むレース観戦者以外の一般視聴者にも広くその会社名を知られるきっかけとなった。当時の広報担当者は、この思いもよらない宣伝効果が知名度と業績の劇的な向上につながったとして、「今のわが社があるのは中嶋さんのおかげ。今後も会社を上げて全力でサポートしていく」と語っている。
1987年には中嶋のF1参戦に伴いパーソナルスポンサーとしてF1に参入。1988年（昭和63年）から1991年（平成3年）まで中嶋の所属チーム（ロータス、ティレル）のスポンサーとしての活動も展開。この時期には中嶋を起用したテレビCM（ノートパソコンやCI広告）も制作され、当時のF1ブームも重なり企業イメージと知名度が飛躍的に上がり、就職希望者が大幅に増加するといった現象もみられた。また1991年（平成3年）にはノートパソコン「NOTE&BOOK」のテレビCMに、中嶋が歌う『悲しき水中翼船』がCMソングとして使用（CMにも出演）され、CDが発売された時には現役F1ドライバーが歌手デビューしたとして大きな話題となった。
中嶋の現役引退後も中嶋企画への支援は継続され、2000年（平成12年）より子会社のエプソン販売がスポンサー活動を引き継いでいる。

## 主な関連企業
- エプソン販売
- エプソンダイレクト
- 宮崎エプソン
- エプソンアトミックス
- 東北エプソン
- 秋田エプソン
- オリエント時計
- エプソンサービス

## 提供番組

### 現在
2025年時点
- 日経スペシャル SDGsが変えるミライ～小谷真生子の地球大調査（BSテレビ東京）

### 過去
- エプソン ハイテク・ワールド ホロニックパス（1986年3月まで、テレビ東京系、エプソン販売との共同提供。放映期間中にセイコーエプソンに社名変更）
- SEIKO スーパーテニス - （セイコーグループ3社の共同提供・協賛）
- FNN NEWSCOM
- ニュースJAPAN
- 金曜ロードショー - （日本テレビ、2006年10月 - 同年12月放送分まで）
- 美の巨人たち - （テレビ東京、一社提供だったが2006年12月で降板）
- ちびまる子ちゃん - （フジテレビ、2006年 - 2007年9月、ヒッチハイクとして放映。さくら家等が出てくる限定CMも放送していた。）
- やっとかめ探偵団 - （テレビ愛知、2007年10月 - 2008年1月、名古屋ローカルアニメで単独スポンサーで全26話放映予定だったが第14話を最後に降板。そのまま制作費を捻出できなくなり番組自体が打ち切りとなった。）
- はじめての一枚 - （一枚は「フォトグラフ」と読む）（ytv制作・日本テレビ系列）
- WBS（テレビ東京）
- news zero（日本テレビ、月曜中盤ナショナルセールス枠）※2017年4月より
- ORIENT STAR TIME AND TIDE（J-WAVE、2017年10月 - 2025年3月）

## 工科短期大学校
より高度かつ広範囲な専門知識を有する技術技能者を育成するため、セイコーエプソン工科短期大学校を開設している。認定職業訓練による職業訓練施設で高度職業訓練専門課程を実施する。
施設はセイコーエプソン本社構内にある。1969年（昭和44年）、社内に技能研修所が組織化され、1971年（昭和46年）に技能研修生らが機械整備科，時計組立科2ヵ年の訓練を開始した。1987年（昭和62年）に セイコーエプソン高等職業訓練校が長野県知事より認可され開校。1988年（昭和63年）から セイコーエプソン工科短期大学校として認可され開校した。課程は現在 機械システム系精密電子機械科に、定員20名で開校。対象者は高等学校卒業以上で、原則2年以上の職場経験者を事業部・各社の推薦をうけた者で、期間・訓練時間は2ヵ年（3,600時間）に渡る。カリキュラムには座学のほか、自主製作活動、FA総合課題実習、選択専門実習（機械・FA系コース、電子・ソフト系コース、真空・フォトリソコース）実践実習、海外研修、となっている。

## 社員の待遇

### 平均年収推移
有価証券報告書によれば、平均年収は以下のように推移している。